# AnySurfer
AnySurfer promoot de toegankelijkheid van websites, apps en digitale documenten voor personen met een handicap in België. Het is ook de naam van een kwaliteitslabel dat toegekend wordt aan websites die toegankelijk zijn voor mensen met een functiebeperking. AnySurfer is een nationaal project van Blindenzorg Licht en Liefde.
De checklist die AnySurfer hanteert bij het toekennen van het AnySurferlabel, volgt de internationale Web Content Accessibility Guidelines (WCAG) versie 2.1 niveau A.

## Geschiedenis
BlindSurfer werd in 2001 in het leven geroepen door Rudi Canters, een blinde internetpionier. Hierbij werd hij gesteund door Blindenzorg Licht en Liefde. In 2002 kreeg het project vaste vorm dankzij steun van Gelijke Kansen Vlaanderen. Rudi Canters overleed op 14 april 2003, maar dat heeft niet tot een stopzetting van het project geleid. Integendeel: omdat het belang van internettoegankelijkheid steeds toeneemt, blijft het belang en de bekendheid van het label toenemen.
Op 1 juli 2006 veranderde BlindSurfer van naam en werd de organisatie omgedoopt tot AnySurfer. Webtoegankelijkheid is niet alleen belangrijk voor blinden en slechtzienden. De nieuwe naam werd gekozen om dit misverstand te vermijden.
In december 2008 zag versie 2.0 van de Web Content Accessibility Guidelines het levenslicht. AnySurfer hielp mee aan de Nederlandse vertaling van deze richtlijnen en voerde een grondige update van hun checklist uit op basis van WCAG 2.0.

## Werking
- AnySurfer test websites op basis van toegankelijkheidsrichtlijnen (WCAG) en levert testrapporten. Websites die voldoen, mogen het AnySurferlabel plaatsen.[3]
- Opleidingen in webtoegankelijkheid voor front-end webontwikkelaars of redacteurs.
- Opleidingen in verband met toegankelijke documenten (Word en PDF).
- Webbouwers met kennis en ervaring in webtoegankelijkheid komen op een lijst van "Erkende Bouwers" te staan.
- In samenwerking met een tiental hogescholen wordt de tweejaarlijkse Toegankelijkheidsmonitor gepubliceerd. Die doet een uitspraak over de toegankelijkheid van het Belgische internetlandschap.[4]